# Indice de Simpson
L'indice de Simpson est un indice permettant de mesurer la diversité d'un milieu, créé par Edward Simpson en 1949, en calculant la probabilité que deux individus sélectionnés au hasard appartiennent à la même espèce. 
Plus globalement, cet indice mesure le degré de concentrations d'individus classés en catégories. En économie on parle parfois de l'indice d'Herfindahl ou de Herfindahl-Hirschman, en raison du travail de ces économistes sur cette formule,.

## Formule
La probabilité que deux individus pris au hasard soient de la même espèce se calcule comme suit :
{\displaystyle \lambda =\sum _{i=1}^{R}p_{i}^{2}},
où R est le nombre total d'espèces dans le jeu de données (richesse).
Une condition de cette formule est que le premier individu retourne dans le milieu (jeu de données) avant d'échantillonner le second individu. Si le jeu de données est très large, ne pas respecter cette hypothèse ne porte pas à conséquence, mais dans des petits jeux de données la différence peut être substantielle. Si le jeu de données est trop petit et la remise de l'échantillon est assumée, la formule peut être modifiée comme suite: 
{\displaystyle \ell ={\frac {\sum _{i=1}^{R}n_{i}(n_{i}-1)}{N(N-1)}}}
où ni est le nombre d'individus appartenant à la ième espèce et N est le nombre total d'individus dans le jeu de données. Cet indice de Simpson modifié est aussi connu sous le nom d'indice de Hunter–Gaston en microbiologie.